# Lourdes Leon
Lourdes Maria "Lola" Ciccone Leon (Los Angeles, 14 de outubro de 1996) é uma modelo, dançarina e cantora americana. Ela é filha de Madonna . Em setembro de 2021, ela apareceu na capa do elenco da Vogue . A partir de agosto de 2022, Leon começou a lançar suas próprias músicas sob o apelido de Lolahol .

## Infância e educação
Leon nasceu em Los Angeles, Califórnia, em 14 de outubro de 1996, filha da cantora, compositora e atriz norte-americana Madonna e do personal trainer e ator Carlos Leon. Sua mãe é de ascendência italiana e franco-canadense, enquanto seu pai é de ascendência cubana. Ela tem vários irmãos de casamentos e adoções subsequentes de seus pais, respectivamente, incluindo um meio-irmão paterno, um meio-irmão materno, Rocco, do casamento de sua mãe com o diretor de cinema britânico Guy Ritchie, bem como um irmão materno, uma irmã. e irmãs gêmeas, cada uma nascida no Malawi .
Sua mãe a colocou em aulas de balé a partir dos três anos, depois que ela manifestou interesse na arte. Lola cresceu na cidade de Nova York e frequentou a Fiorello H. LaGuardia High School, uma escola de artes cênicas em Manhattan. Entre outros alunos, o ator Timothée Chalamet também frequentou a escola e ela o considera seu primeiro namorado. Depois de se formar, começou a faculdade no campus Ann Arbor da Universidade de Michigan, mas foi transferida para o Purchase College de Nova York e continuou estudando dança intensamente na Purchase.

## Carreira
Em 2010, Madonna e Leon criaram a Material Girl, uma linha de roupas para adolescentes vendida exclusivamente nas lojas Macy's . Ela fez uma participação especial no vídeo alternativo de Madonna, "Celebration ".
Como modelo, Lola fez sua estreia estrelando uma campanha de perfume para Pop by Stella McCartney, ao lado de Grimes, Amandla Stenberg e Kenya Kinski-Jones . Ela também apareceu em campanhas para Marc Jacobs, Miu Miu, Calvin Klein, Tom Ford, Burberry, Savage X Fenty e Mugler.
Em 2018, estreou na New York Fashion Week.
Em setembro de 2021 apareceu na capa da Vogue americana com as modelos Anok Yai, Ariel Nicholson, Bella Hadid, Kaia Gerber, Precious Lee, Sherry Shi e Yumi Nu.
Leon, usando o nome artístico de Lolahol, fez sua estreia musical em agosto de 2022 pela Chemical X, selo da gravadora Mad Decent. Seu primeiro lançamento foi "Lock&Key", seguido por "Cuntradiction" em novembro, ambos de seu EP de estreia de cinco faixas Go, um projeto de música experimental lançado em 9 de novembro de 2022 em colaboração com Eartheater.

## Discografia
- GO (Química X, 2022)

### Músicas
- "Lock&Key" (Química X, 2022)
- "Contradição" (Chemical X, 2022)